# Прапор Дендермонде
Прапор Дендермонде був офіційно прийнятий муніципальною радою 13 квітня 1989 року як муніципальний прапор східнофламандської комуни і міста Дендермонде. 13 червня 1989 року він був підтверджений урядом Фландрії та остаточно опублікований 8 листопада 1989 року в офіційному бельгійському державному віснику.

Офіційно прапор описується так: 
Білий з червоною поперечиною.
Прапор повністю заснований на муніципальному гербі і тому виглядає абсолютно однаково.

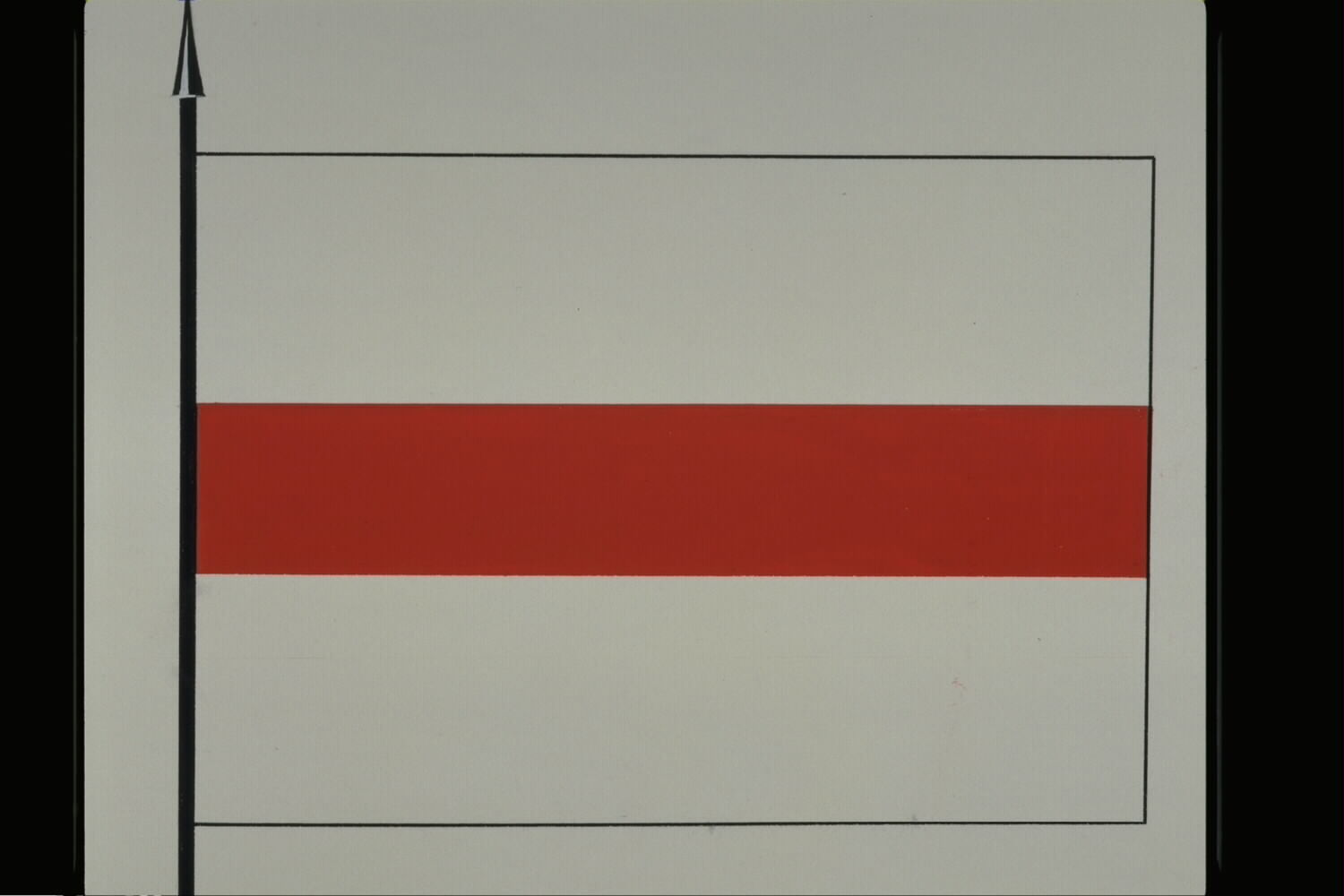
Офіційний малюнок прапора
Герб Дендермонде

## Прапор села Аппелс

Прапор села Аппелс

З 2020 року Аппелс має сільський прапор після конкурсу на дизайн. На прапорі зображено розрізане на четвертини жовто-біле зображення з гербом села посередині з переправою, яблунею з фермером і церквою з музичними нотами. Дизайн прапора створили Джиммі Рейс і Астер Каммерман. 